# 거트루드 마이클

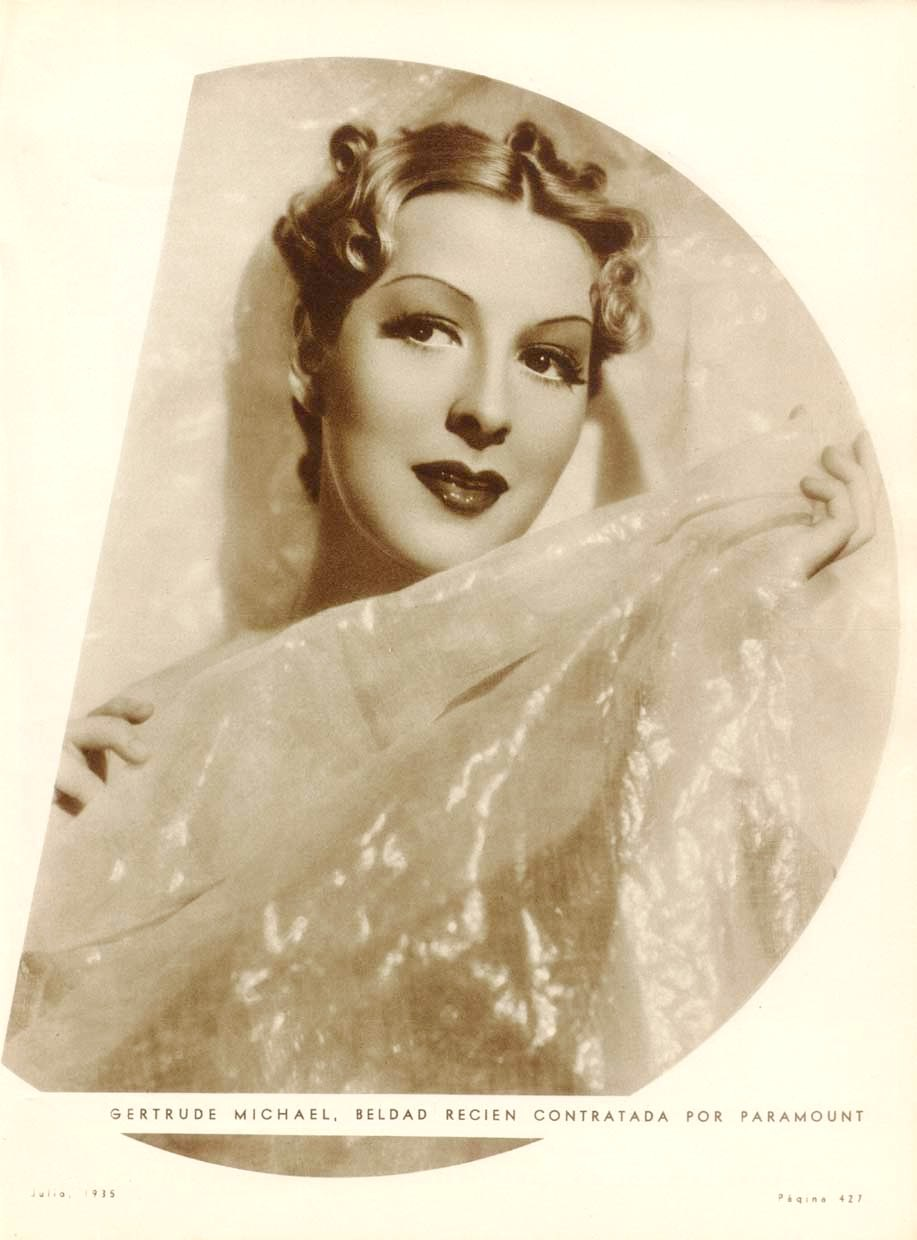

거트루드 마이클(Gertrude Michael, 1911년 6월 1일 ~ 1964년 12월 31일)은 미국의 배우, 가수, 연극 배우, 텔레비전 배우, 영화배우이다.
탤러디가에서 태어났으며 베벌리힐스에서 사망하였다.

## 영화
- 이오지마의 영웅 (1961년)
- 케이지드 (1950년)
- 조지 화이트의 스캔달 (1934년)
- 위칭 아워 (1934년)
- 클레오파트라 (1934년)
- 마스크 오브 푸 만주 (1932년)